# Piccole suore di San Francesco d'Assisi
Le Piccole Suore di San Francesco d'Assisi (in francese Petites Sœurs de Saint-François d'Assise) sono un istituto religioso femminile di diritto pontificio: le suore di questa congregazione pospongono al loro nome la sigla P.S.S.F.

## Storia
Le origini della congregazione risalgono a una fraternità di terziarie francescane organizzata da Louise Renault e dedita all'assistenza domiciliare agli ammalati nella diocesi di Angers: l'8 dicembre 1873 la Renault, con l'aiuto del cappuccino Luigi da Saint-Étienne e l'approvazione del vescovo Charles-Emile Freppel, diede formalmente inizio all'istituto.
Alla congregazione, per decreto del vescovo, vennero presto unite altre comunità del terz'ordine di San Francesco attive in diocesi: alcune terziarie, però, non accettarono la fusione e si unirono alle ancelle dei poveri del benedettino Leduc.
Per ottenere il riconoscimento civile come istituzione ospedaliera (1875), le suore adottarono gli statuti già approvati per le suore del Buon Soccorso di Nostra Signora Ausiliatrice: le suore prestarono servizio come infermiere negli ospedali militari durante la prima guerra mondiale.
L'istituto, aggregato all'ordine dei frati minori cappuccini dal 25 aprile 1934, ricevette il pontificio decreto di lode il 28 febbraio 1944 e le sue costituzioni ottennero l'approvazione definitiva il 15 gennaio 1955.

## Attività e diffusione
Le suore si dedicano principalmente all'assistenza agli ammalati, ma anche alle opere parrocchiali e al lavoro nelle missioni.
Oltre che in Francia, sono presenti in Algeria e in Repubblica Centrafricana; la sede generalizia è ad Angers.
Alla fine del 2008 la congregazione contava 171 religiose in 23 case.